# Полевой командир
Полево́й команди́р или вое́нно-полево́й команди́р (англ. warlord) — персона, обладающая всей полнотой военной и гражданской власти на определённой территории (или регионе) государства со слабым центральным правительством. 
Начальник военизированного формирования, принимающего непосредственное участие в вооружённых конфликтах и в ведении боевых действий. С начала 1990-х годов в России в связи с началом Первой чеченской войны полевыми командирами стали обозначать главарей незаконных вооружённых формирований на Северном Кавказе (например А. З. Закаева и В. Х. Арсанова).
Также полевыми командирами могут быть названы главы террористических «Коммандо» западногерманской
левотеррористической группировки «Фракция Красной Армии» (РАФ).
Ранее в России, Пруссии и других государствах это обобщающее название использовалось для различения командиров полевых войск от крепостных командиров из состава крепостных войск.

## Афганистан
Полевые командиры, как неформальный политический институт, стали неотъемлемым явлением в афганском обществе, поскольку в условиях гражданской войны вожди племён старались создать военизированные отряды, во главе которых становились они сами или подотчётные им командиры.

## Чечня
По оценке А.-Х. А. Султыгова, фактическая власть полевых командиров во время правления А. А. Масхадова способствовала тому, что в Чечне возникли благоприятные условия для создания «тоталитарно-теократических структур: военных баз, карательных органов и идеологических центров режима религиозного экстремизма, милитаризма и агрессии»

## Югославия
Термин часто использовался в зарубежной литературе для обозначения некоторых военачальников во время югославских войн 1990- х годов.